# ایرج تقی‌پور
ایرج تقی‌پور (زاده ۵ مهر ۱۳۳۷ در تهران – درگذشته ۲۹ تیر ۱۴۰۲) تهیه‌کننده اهل ایران بود.

## تهیه‌کننده
- هولیا (۱۳۹۹)
- صندلی خالی (۱۳۸۷)
- مواجهه (۱۳۸۳)
- نگاه (۱۳۸۳)
- شهر زیبا (۱۳۸۲)
- رقص در غبار (۱۳۸۱)
- روز کارنامه (۱۳۸۱)
- نگین (۱۳۸۰)
- آخربازی (۱۳۷۹)
- شوخی(۱۳۷۸)
- ۱۰۰۱ راه (۱۳۸۳) - مجموعه تلویزیونی ۱۳ قسمتی - شبکه تهران سیما
- چراغ جادو (۱۳۸۰) - مجموعه تلویزیونی ۱۳+۱۳ قسمتی - سیما فیلم
- تا فردا (۱۳۷۴) - مجموعه تلویزیونی ۱۸۰ قسمتی - شبکه تهران سیما

## جلوه‌های ویژه
- ناصرالدین‌شاه آکتور سینما (۱۳۷۰)
- سایه خیال (۱۳۶۹)

## جشنواره‌ها
- برنده تندیس زرین بهترین فیلم از ششمین دوره جشن خانه سینما برای فیلم شهر زیبا - ۱۳۸۳
- برنده جایزه بزرگ NESCAFE بهترین فیلم از بیستمین دوره جشنواره فیلم ورشو برای فیلم شهر زیبا - ۱۳۸۳
- برنده جایزه بهترین فیلم از چهل و هشتمین دوره جشنواره فیلم آسیا پاسیفیک برای فیلم رقص در غبار - شیراز- ۱۳۸۲ (۲۰۰۳)
- برنده جایزه انجمن منتقدین روسیه بهترین فیلم از بیست و پنجمین دوره جشنواره فیلم مسکو برای فیلم رقص در غبار - ۱۳۸۲
- برنده تندیس زرین بهترین فیلم از هفتمین دوره جشن خانه سینما برای فیلم رقص در غبار - ۱۳۸۲
- برنده جایزه ویژه هیئت داوران بهترین فیلم از بیست و یکمین دوره جشنواره فیلم فجر برای فیلم رقص در غبار - ۱۳۸۱
- برنده پروانه زرین بهترین بهترین فیلم از هفدهمین دوره جشنواره فیلم‌های کودکان و نوجوانان برای فیلم روز کارنامه - ۱۳۸۱
- برنده سیمرغ بلورین بهترین جلوه‌های ویژه از نهمین دوره جشنواره فیلم فجر برای فیلم سایه خیال - ۱۳۶۹
- برنده سیمرغ بلورین بهترین جلوه‌های ویژه از دهمین دوره جشنواره فیلم فجر برای فیلم ناصرالدین شاه آکتور سینما - ۱۳۷۰